# Sieglinde Gstöhl
Sieglinde Gstöhl (* 1964) ist eine liechtensteinische Politologin und Hochschullehrerin.

## Leben
Sieglinde Gstöhl ist die jüngste von drei Töchtern von Georg Gstöhl und dessen Frau Lore († 1996). Sie studierte an der Hochschule für Wirtschafts- und Sozialwissenschaften in St. Gallen und erhielt dort 1988 ihr Lizenziat in Staatswissenschaften (lic.rer.publ.). 1990 erhielt sie am Genfer Hochschulinstitut für internationale Studien ihr Diplôme d'études supérieures in Internationalen Beziehungen und Politikwissenschaft. Von 1992 bis 1993 war sie Special Student im Department of Government sowie anschließend International Institutions Fellow am Center for International Affairs der Harvard University in Cambridge. Von Februar 1994 bis April 1995 war Gstöhl Projektmanagerin zur Volksabstimmung „Europäischer Wirtschaftsraum und Zollvertrag mit der Schweiz“ bei der Liechtensteinischen Industrie- und Handelskammer. 
1998 promovierte sie zum Docteur en relations internationales am Genfer Hochschulinstitut für internationale Studien. Thema ihrer Dissertation war „Reluctant Europeans: Sweden, Norway and Switzerland in the Process of European Integration (1950-1995)“. Von Februar 1998 bis März 1999 arbeitete sie als Forschungsbeauftragte für Politikwissenschaft am Liechtenstein-Institut in Bendern. Danach war Gstöhl von April 1999 bis März 2005 Wissenschaftliche Assistentin im Lehrbereich Internationale Politik des Instituts für Sozialwissenschaften der Humboldt-Universität zu Berlin. Im April 2005 wurde sie Professorin am College of Europe in Brügge, bis April 2006 am Department of European Political and Administrative Studies, danach am Department of EU International Relations and Diplomacy Studies. Seit September 2010 ist sie Direktorin dieses Departments. Des Weiteren ist sie seit Oktober 2008 Mitglied im Wissenschaftlichen Rates des Liechtenstein-Instituts.